# Église Sainte-Colombe de Hattstatt
L'église Sainte-Colombe est un monument historique situé à Hattstatt, dans le département français du Haut-Rhin.

## Localisation
Ce bâtiment est situé au 11, rue du Bourgrain à Hattstatt.

## Historique
L'édifice fait l'objet d'une inscription au titre des monuments historiques depuis 1984.

## Architecture

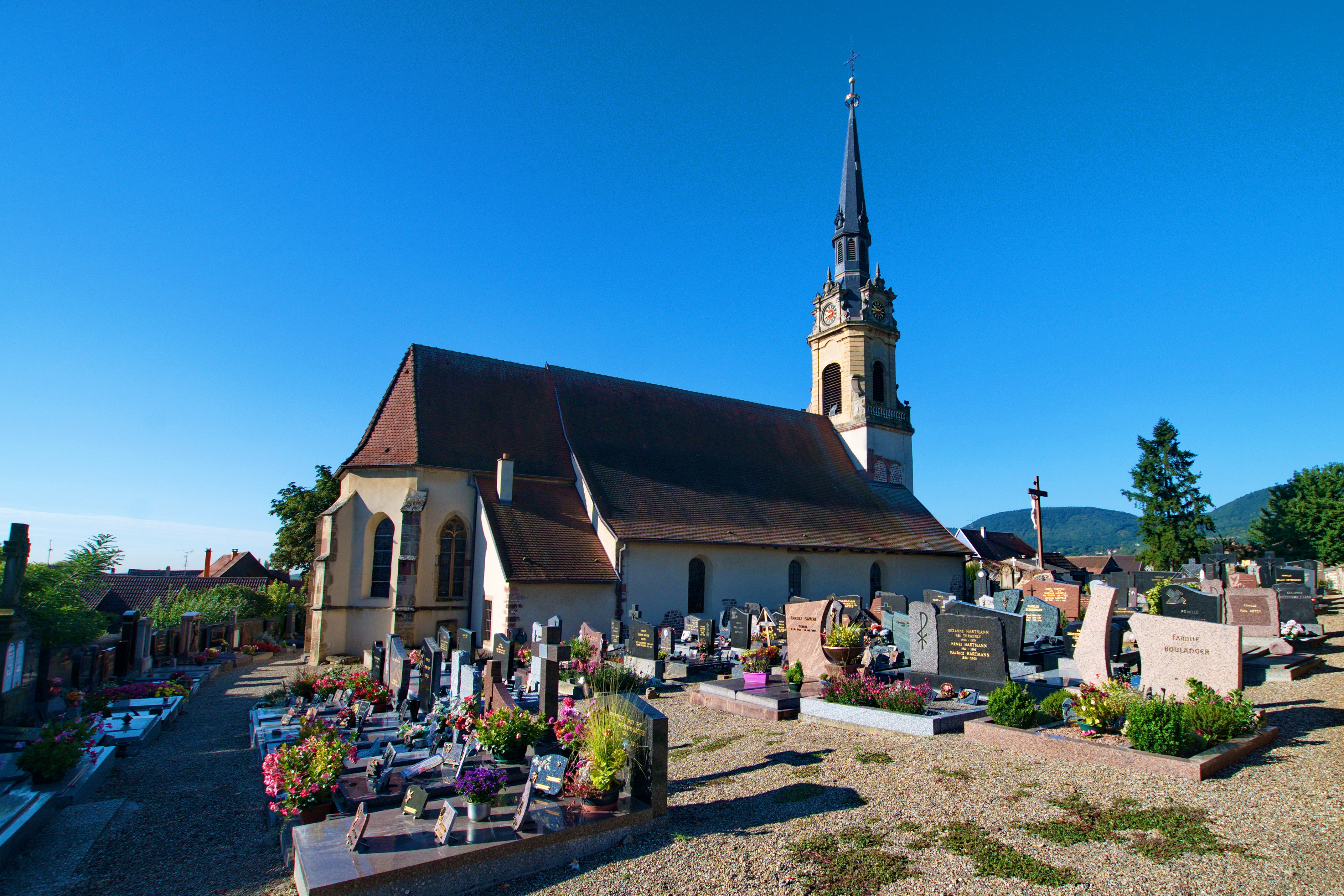
Église Sainte-Colombe
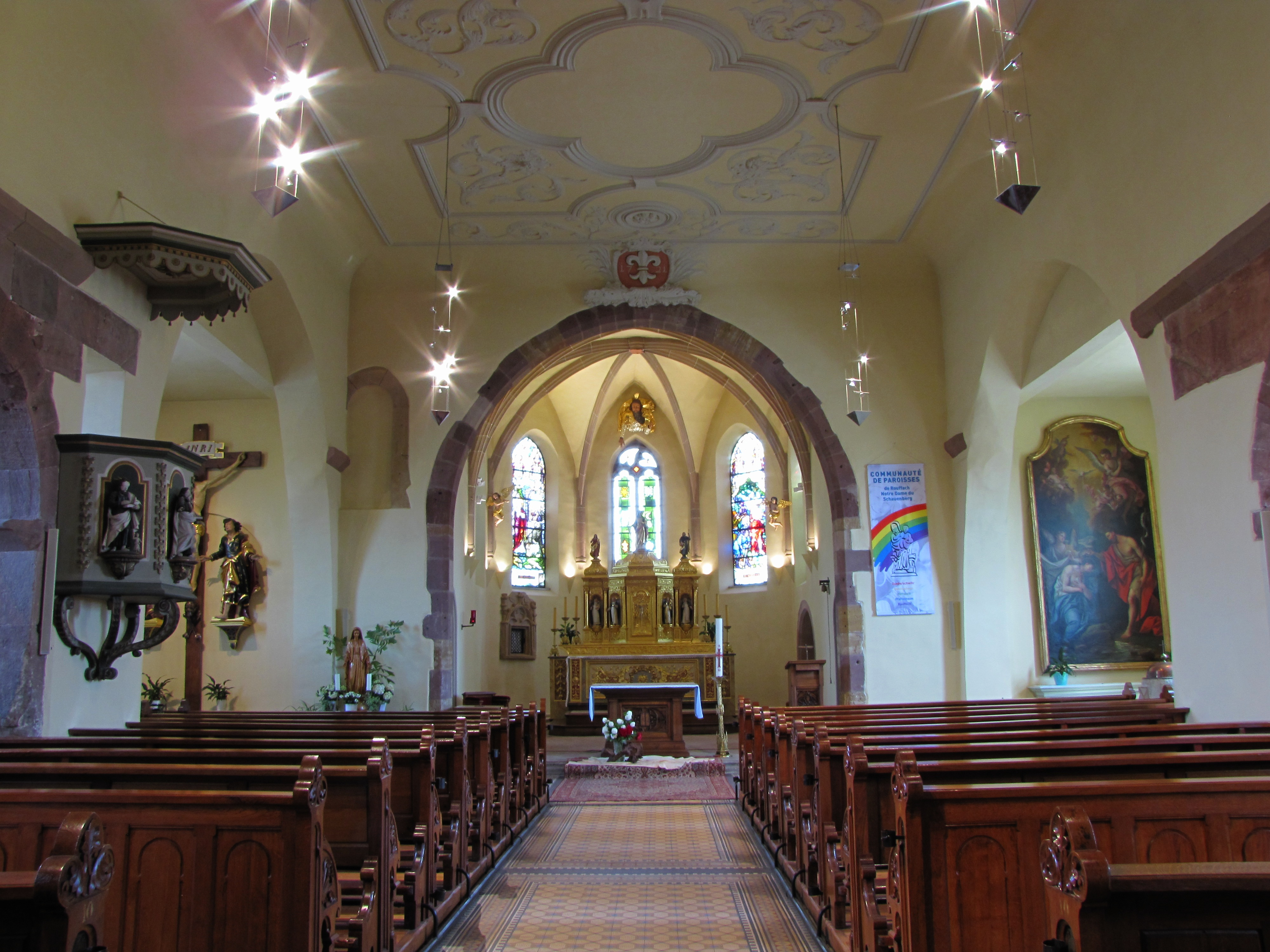
Vue intérieure de la nef vers le chœur
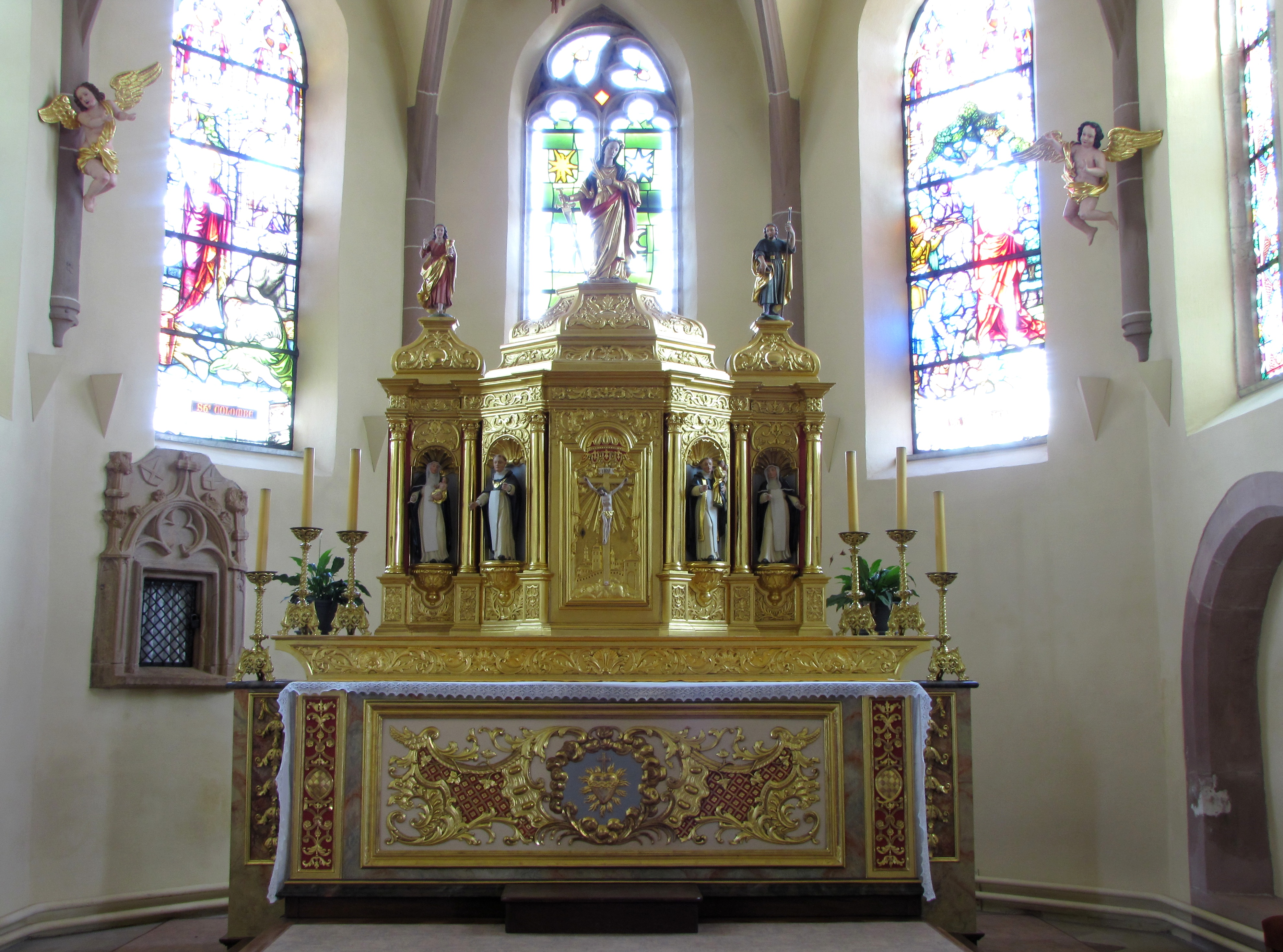
Ancien maître-autel du Couvent d'Unterlinden (XVIIIe)
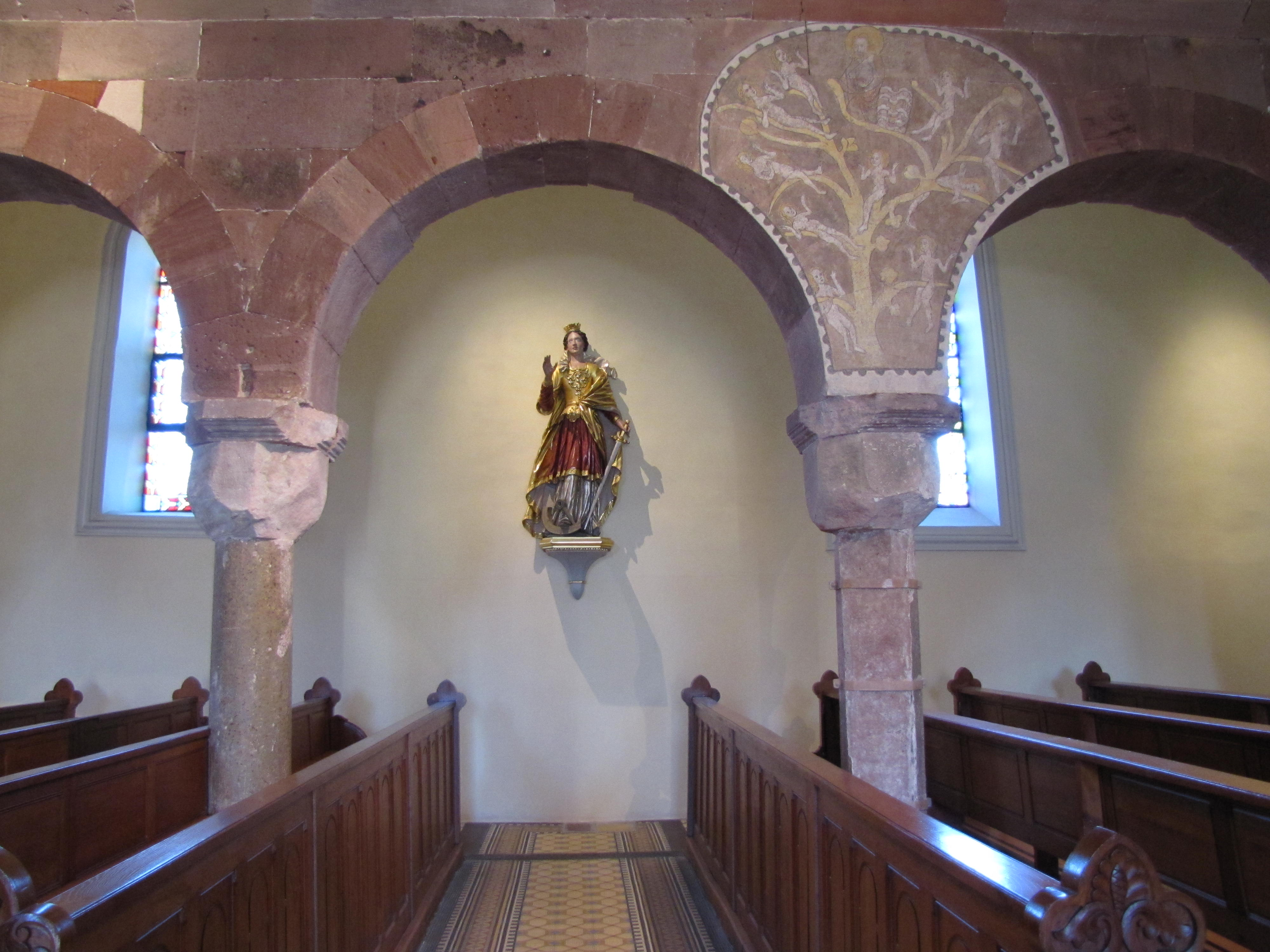
Arcades (XIe) avec Arbre de vie (XVe) et statue de Sainte-Catherine d'Alexandrie (XVIIIe)
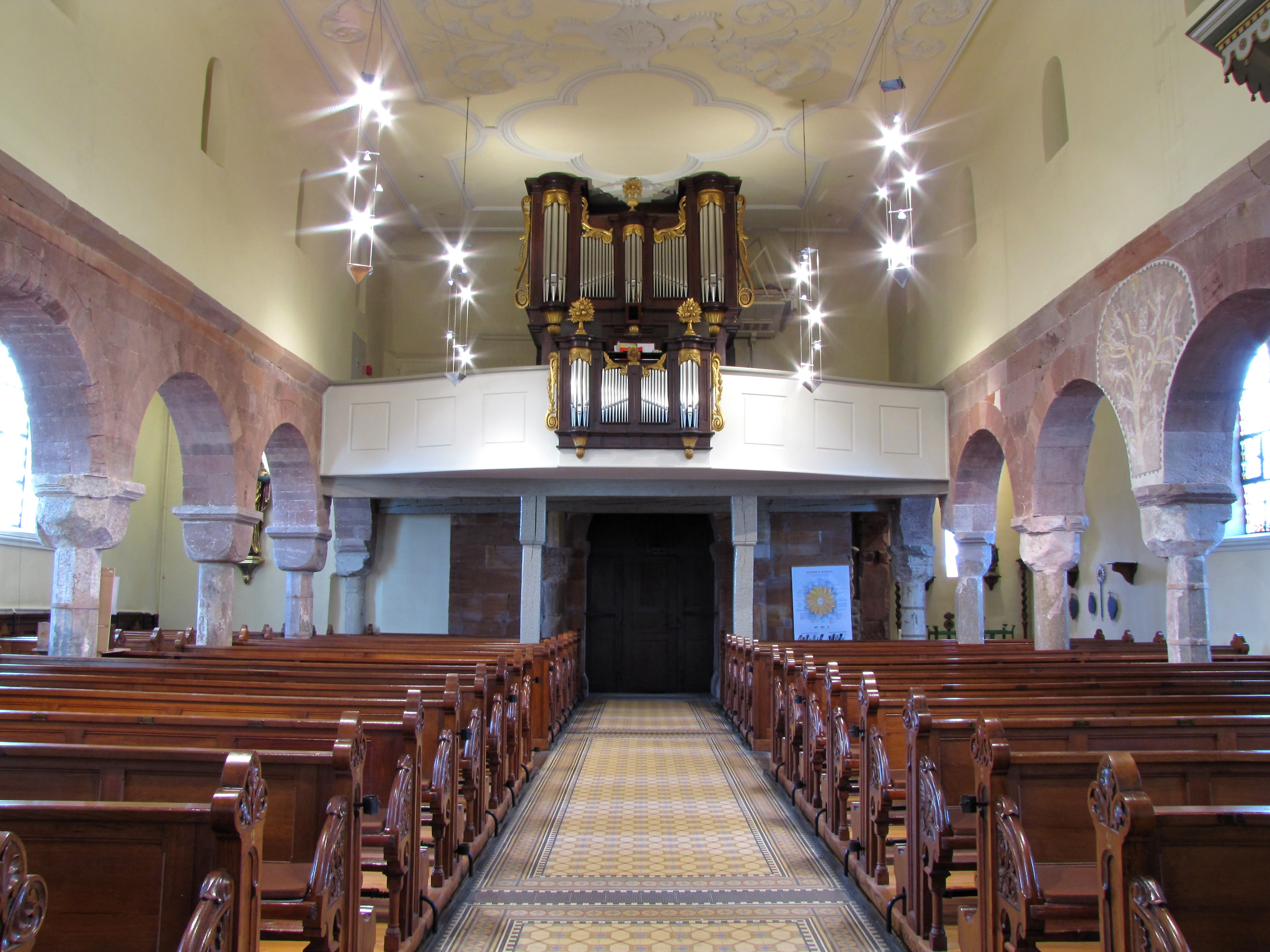
Vue intérieure de la nef vers la tribune d'orgue
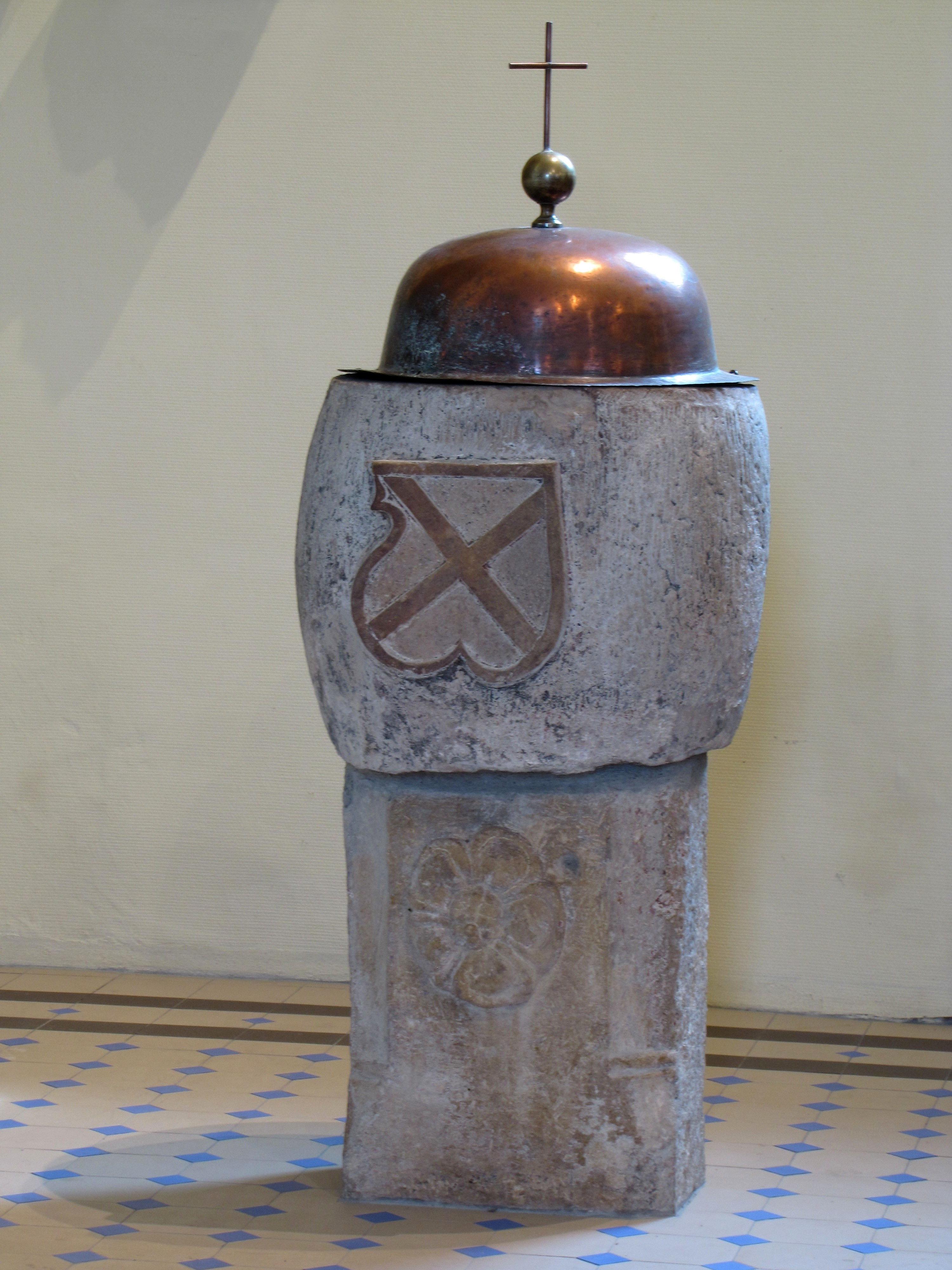
Fonts baptismaux (XVe)